# Falkenberg (stad in Zweden)
Falkenberg is de hoofdstad van de gemeente Falkenberg in het landschap Halland en de provincie Hallands län. De plaats heeft 18972 inwoners (2005) en een oppervlakte van 1454 hectare.
Falkenberg ligt op de plaats waar de rivier de Ätran in het Kattegat uitmondt.
Falkenberg kreeg in 1432, onder de toenmalige naam Ätraby, stadsrechten.
De film Farväl Falkenberg speelt zich hier af.

## Verkeer en vervoer
Bij de plaats lopen de E6/E20, Länsväg 150 en Länsväg 154.

## Geboren
- Ulf Carlsson (1961), tafeltennisser
- Pär Zetterberg (1970), voetballer
- Erik Johansson (1988), voetballer
- Jesper Karlsson (1998), voetballer